# Муниција
Муниција или стрељиво је назив за групу пројектила који се користе у ратовању, укључујући бомбе, ракете, бојне главе, нагазне мине и метке за ватрена оружја. Израз „амуниција” потиче од француске речи ла мунитион, што је цео материјал коришћен за рат. Скупни назив за све врсте муниције је муниција. Сврха муниције је да направи силу на одабрану мету.

## Развој
Када је реч о развоју стрељачког наоружања, неретко се у други план потискује развој муниције, које се прихвата и подразумева као саставни део који иде уз оружје. Али, чињенице су прилично другачије, јер свако оружје је изграђено најпре као платформа за избацивање пројектила, па његова делотворност заправо зависи у великој мери од муниције који испаљује. Једноставније речено, без муниције ватрено оружје је безвредно, а без квалитетног муниције лоше. Тога су врло брзо постали свесни и конструктори ватреног оружја (готово од самих почетака његове производње), па се уз развој наоружања почиње посебна пажња посвећивати и развоју муниције. О великој важности муниције довољно показује и настанак специјализованог научног поља физике које се бави једино кретањем пројектила на путањи - балистике (како на слободном делу путање тако и у цеви).
У оружарској пракси врло често је оружје конструисано за поједини метак, а не обрнуто како се обично мисли. Наиме, у зрелијем периоду оружарства (када је већ створен јединствени метак) експериментисањем са различитим врстама муниције и калибрима профилирала се муниција најбољих балистичких одлика, која је постала шаблон за развој платформи из којих је испаљивано - другим речима, око формираног метка развијало се оружје које је могло најбоље искористити његове балистичке одлике. Ипак, такав развојни пут није био ни кратак ни лак. Уопштено, историја муниције је историја уједињавања његове три основне компоненте - пројектила, потисног пуњења (барута) и средства за паљење барута. Целокупни развој ватреног оружја почиње појавом и употребом црног барута, као првог експлозива, а уједно и првог потисног пуњења на европским просторима. О проналаску црног барута нема тачних података, међутим према неким историјским истраживањима поуздано је утврђено да се користио у Кини за израду пиротехничких средстава, али и за војне потребе још пре нове ере. Из радова Рогера Бејкона и Албертус Магнуса вон Болстадта може се закључити да је црни барут био познат у Европи још у 13. веку (у наведеним делима углавном су детаљно описане поступци за добијање црног барута и његов састав), а за војне сврхе је највероватније први пут употребљен у битки из 1331. године, о чему постоје поуздани подаци (према описима битке из записа хроничара тог времена, реч је била о примитивним оружјима из којих су помоћу црног барута испаљивани камени пројектили, међутим та оружја нису сачувана). Већина војних историчара сагласна је да је употреба црног барута и првобитног артиљерије била врло вероватна и у битки код Цреција 1346, а након Стогодишњег рата проширена је по целој Европи.

### Развојни пут пешачке муниције на црни барут
Пешадијско ватрено оружје јавља се након артиљерије, па су прве ручне кулеврине (у великој мери умањене копије тадашњих топничких оружја) шире половне након битке код Перуђе 1364, док се аркебузе као претеча пушака јављају тек након 1470. године. Муниција за то оружје готово није постојала у данашњем поимању, већ су све компоненте прављене одвојено. Црни је барут био једино потисно пуњење, а како је иначе осетљив на трење и пламен, рабљен је и као припала главног пуњења. Пројектили у прво време нису посебно рађени, већ коришћено камење из околине. Наравно, губитак барутних гасова кроз међупросторе таквог пројектила у цеви био је изузетно велик, па о некој прецизности није могло бити ни говора, а и њихов учинак на циљу био је проблематичан (за разлику од топничких пројектила који су задржали знатну кинетичку енергију понајпре захваљујући својој већој маси). Осим тога, нису били ретки случајеви да су барутни гасови истекли из цеви кроз те међупросторе док је пројектил остао у њој заглављен. Војници наоружани ватреним оружјем релативно брзо су уочили да глатко и заобљено камење (нпр. из речног шљунка) знатно боље належе уз цев, те има већу брзину и знатно убојитији учинак на циљу, па су га почели обликовати (обично у куглу која се показала најстабилнијим обликом пројектила у лету), а потом израђивати и од метала. Тако је створено првобитно пушчано зрно. Када су настале аркебузе, металне кугле су већ биле широко распрострањене као стандард пушчаних зрна. Како је процес пуњења аркебузе био доста захтеван и дуготрајан, пешадија је формирала неколико линија - прва гађа, друга се припрема за гађање, а остале пуне оружје. Наиме, да би аркебуза била спремна за гађање, било је потребно напунити је барутом који се сипао кроз уста цеви, након тога металном шипком тај барут се морао набити, ставио се пројектил и потиснуо до барутног пуњења. Потом се сипала мања количина барута у мали отвор на крају цеви која је служила као припала, а након тога у механизам за окидање стављао се фитиљ, механизам се запињао, фитиљ би се припалио и аркебуза је коначно била спремна за опаљење. Због непрецизности аркебуза и њиховог релативно кратког домета, знатно већи учинак постизан је истовременим испаљења пушака већег броја стрелаца - плотуном, који постаје основни облик њихове употребе.
Овакав начин употребе ватреног оружја био је не само прилично компликован већ и опасан за његовог корисника, јер се врло ретко (поготово у динамици борбе) могла прецизно одредити оптимална количина барута за испаљивање пројектила. Ако би се сипали одвећ мала количина, пројектил је могао остати заглављен у цеви, или би његов домет био знатно мањи (што је био чешћи случај), а ако би се ставила превелика количина барута, могло је доћи до експлозије цеви (обично с тешким последицама за стрелца). Да би се такве ситуације избегле, аркебузири, а после и мускетари почињу пре битке "паковати" тачно одмерене дозе барута потребне за једно пуњење у кожне, металне или дрвене посудице, које носе на појасу или преко рамена. На тај начин више нису морали у динамици битке процењивати количину барута усипану у своје оружје, а простор за припалу је ионако био малог капацитета у који није ни могло стати превише или премало барута. Истовремено, долази и до промена у материјалу из којег су рађена зрна. Камене и гвоздене кугле показале су се прилично неспретним решењем за стрељачко оружје, јер су се чешће заглављивале у процесу пуњења, а осим тога и прскања цеви оружја била су врло честа појава. Решење је било у изради пројектила од метала који би био мекши од цеви, па би се током пуњења лакше могао потиснути до барута, а при опаљењу не би штетио цев. Готово идеалним за ту сврху показало се олово које је било знатно мекше од челика за израду цеви, те довољно ниске тачке топљења да се и без сложенијег алата или поступака може обликовати у кугле и у теренским условима. Осим тога, олово је знатно теже од гвожђа, па пројектили израђени од њега имају знатно већу масу од гвоздених пројектила истог пречника, због чега су имали и већу кинетичку енергију. То је омогућило смањивање калибра цеви на 13-19 мм. Да би се додатно смањио пролазак барутних гасова кроз међупростор између пројектила и цеви, оловна зрна су приликом пуњења умотавана у навоштен папир или масне крпице, а крајем 18. века између барута и зрна почиње се стављати подложак од пуста (филца).
Пошто је 1515. године у Нирнбергу изумљен механизам за опаљење на кремен, почело је прилично дуготрајно раздобље развоја пушака и пиштоља кремењача који су у оперативној употреби задржани готово до средине 19. века. Подела развоја стрељачког оружја у два смера - пиштоља и пушака, била је условљена потребама двају основних родова војске тог доба (коњице и пешадије), међутим муниција за оба типа оружја било је иста (једино се код мањих пиштоља у цев сипало мање барута - једино због ограниченог обима цеви). Заједничка им је била и велика непоузданост - готово свако седмо оружје је у борбеним условима затајивало. Основни разлог за то била је велика осетљивост црног барута на влагу (већ са 2% влаге у свом саставу црни барут је неупотребљив за муницију) те несавршеност механизма за опаљивање. У случају борбе по кишном времену, ватрено оружје је било буквално бескорисно, због чега се увек производило с одговарајућом алтернативом. Код пушке то је стандардно био бајонет, који постаје њен саставни део и у борбеним условима се никада није скидао с цеви оружја, док је код пиштоља доњи део дршке израђиван у облику масивне кугле (да би се могао користити као приручни топуз), или је изведен у облику секире или чврстог шиљка, а било је врло маштовитих конструкцијских решења, али никада у већем броју.
Да би се колико-толико заштитио барут од влаге, војници га почињу умотавати у масни папир (са спољне стране био је премазан лојем или воском, да би био непропустан за влагу). Веома брзо дошли су на замисао да се заједно са одговарајућом количином барута потребног за једно испаљење запакује и зрно, чиме је створена претеча метка - фишек или набој. Набоји су у великој мери повећали и брзину гађања, јер је начело пуњења оружја постало знатно једноставније. Стрелац је пре гађања морао само растргнути дно набоја, део барута усипати у барутну комору за припаљивање, а остатак шипком да потисне до дна цеви.
Нови квалитетни искорак у развоју муниције подстакли су енглески пушкар Алекандар Форсајт 1807. конструкцијом перкусијског система паљења и Јожеш Егс 1815. године стварањем каписле на праскаву живу (живин фулминат). Опет је знатно поједностављен процес пуњења оружја, јер сада више није требало цепати набој, већ га само ставити у цев и потиснути шипком до дна. Након тога запињао се ударач, стављала каписла у своје лежиште и оружје је било спремно за гађање. Не само да се на овај начин знатно повећала брзина гађања, већ је оружје постало и знатно поузданије и отпорније на спољне утицаје, а како влага није сметала перкусијском паљењу, могло се гађати и за време кише. Осим тога, код перкусијских пушака барутно пуњење могло се смањи готово до једне четвртине при чему се задржавао исти домет и делотворност, јер се смањивао и јак повратни трзај на раме стрелца и тиме повећавала прецизност гађања. Оловна зрна више нису израђивана пресовањем него ливењем, чиме се уједначила њихова компактност и чврстоћа, што је заједно са увођењем перкусијског механизма омогућило смањивање калибра те тиме производњу лакших пушака.
Додатно смањивање калибра омогућила је револуционарна конструкција француског сатника Клоде Етјен Мињија, који је 1847. године створио нови тип цилиндричног пушчаног зрна мањег калибра од пушчане цеви и шупљег дна, које је било намењено понајпре пушкама с ужлебљеним цевима. Наиме, крајем 18. века у оперативну употребу се почињу уводити прве пушке са ужлебљеним цевима, које се на први поглед нису у већој мери разликовале од глаткоцевних кремењача, али су се показале знатно прецизнијим и успешнијим за прецизна гађања на већу удаљеност, због чега их све више пешадија почиње да користи. Не само да је њихова производња била скупља и захтевнија од глаткоцевних кремењача него је и поступак пуњења био знатно спорији и компликованији, због чега дуго времена нису наишле на ширу примену у линијском пешадији. Премда су и пушке с ужлебљеним цеви тог времена пуњене спреда (на уста цеви), Миниеово зрно било је релативно лако уметнути у мало ширу цев и потиснути је до барутног пуњења. Приликом опаљења барутни гасови би ушли у шупљину дна зрна и проширили његове бочне стране које би се урезале у жлебове цеви па би зрно тако добило потребну ротацију. Учинак би се додатно појачавао ако се у шупље дно зрна уградио мали метални или дрвени клин или конвексна плочица. Увођење Миниеовог зрна додатно је утицало на повећање прецизности и смањење калибара стрељачког оружја, јер пројектил постаје дугуљаст па смањивањем калибра и даље задржава исту масу. Осим тога, остварује стабилизацију на путањи ротацијом око своје уздужне осе због чега је знатно прецизније, ау циљ удара са знатно мањом површином, па се повећава његова пробојност и самим тиме убитачност. Ужлебљеним перкусијске пушке с Миниеовим зрнима су највећи степен развоја спредњача (пушака које се пуне са предње стране - кроз уста цеви).
С друге стране, проблем пуњења спредњача постао је врло актуалан све широм употребом олучених пушака (без обзира на Миниеово зрно које је само донекле олакшало цео поступак), а осим тога све више се осећала потреба за пуњењем пушака из лежећег и клечећег става, што код спредњача није било могуће. Иако су пушке задњаче пронађене још крајем 17. века, њихов даљи развој постао је нужна потреба тек средином 19. века, на шта је одлучујући утицај имала појава сједињеног метка. Исти такав утицај на целокупну концепцију даљег развоја стрељачког наоружања имао је немачки конструктор Јохан Николаус вон Дреисе, који је 1831. створио прву пушку са затварачем и посебно за њу конструисан јединствени метак са убаченом капислом. За разлику од свих дотадашњих пушака, код Дреисеова модела је за пуњење само требало отворити затварач, померити га у задњи положај и у лежиште метка на задњака ставити већ готов, јединствени метак, затворити затварач и пушка је била спремна за гађање. У затварачу је била смештена дугачка игла коју је приликом окидања према напред потиснула јака ударна опруга (напињање опруге изводило се истовремено са отварањем затварача и његовим повлачењем у задњи положај). Игла је пробила дно метка (омот набоја је и даље био направљен од папира), прошла кроз барутно пуњење и ударила у капислу смештену на носачу зрна која је пламеном активирала барутно пуњење. Приликом сагоревања барутног пуњења изгорео би и папир у који је био умотан метак и сви производи сагоревања излазили би заједно с избацивањем зрна. Та пушка омогућила је знатно већу брзину гађања (10-12 хитаца / мин) од класичних перкусијских пушака (1-3 хитаца / мин), а осим тога била је још мање подложна неповољним временским условима од перкусијских пушака. Упркос њеним непобитнимним предностима, пушка система Дреисе уведена је само у наоружање пруских оружаних снага, а тек након Пруско - аустријског рата 1866. у којем је Дреисеова пушка показала сву своју надмоћ, већина земаља почиње развој сопствених пушака сличне конструкције и усваја јединствени метак.

### Метална чаура
Папирнати или платнени набоји били су прилично неспретни за руковање у стресним условима борбе, те још увек врло осетљиви на транспорт и влагу, због чега је први сједињени метак са металном чауром од бакарног лима и иницијалном смешом утиснутом у рубу њеног шупљег дна конструисао француски пушкар Лоуис Ницолас Аугусте Флоберт 1841. године (по њему су назване малокалибарске пушке на муницију с ивичним паљењем — „флобертице”, израз који се и данас често користи у разговорима). Тај метак врло брзо су увели као стандард муниције за своје револвере Смитх & Вессон, након чега улази у широку примену, међутим у Француској је развој муниције отишао у другом смеру Лефауцхеуковом конструкцијом метка с иглом. За разлику од метка с рубним паљењем, Лефауцхеуков метак морао се врло пажљиво уметнути у цев или револверска комору у тачно одређеном положају да би ударач могао ударити по игли и тиме остварити опаљење, што је било прилично непрактично решење које је знатно продужавало процес пуњења. Због тога изван Француске и њених колонија ова конструкција није заживела у већој мери, а релативно брзо је напуштена и у самој Француској. Занимљиво је да се Лефауцеуков метак и дан данас користи, али само у ловачком оружју. Али, како је реч о ретким примерцима које рабе ексцентрични (углавном и врло богати) ловци, производи се обично у малим, мануфактурне радионицама и у релативно малим серијама.
На крају Америчког грађанског рата пуковник Хирам Бердан је 1865. патентирао капислу која се почела монтирати у средишту дна чауре и тиме је започео развој метка са централним паљењем који се и дан-данас задржао као темељни стандард војног, ловачког и спортског муниције. Метак с рубним паљењем задржао се само у малом калибру.22 Шорт ;.22 Лонг Рајфл и.22 ВМР једино у спортском и рекреативном стрељаштву.
Права револуција у развоју муниције настала је проналаском и увођењем малодимних барута у оперативну употребу, за шта су посебно заслужни француски хемичар Паул Виеиле који је желатинизацијом нитрираног памука 1884. године добио нитроцелулозни барут и Алфред Нобел који је четири године после створио нитроглицерински барут балистит. Малодимни барути имају знатно већу енергетску моћ од црног, а калорична вредност им се може прилагођавати разним додацима. Како у знатно краћем времену развијају већу количину гасовитих производа, малодимни барути су знатно квалитетније потисно пуњење, које омогућава веће полазне брзине зрна него што је то могао црни барут и у много већој количини пуњења. Осим тога, малодимни барути приликом сагоревања готово у потпуности прелазе у гасно стање, уз врло мало крутих производа (за разлику од црног барута који има око 50% крутих производа сагоревања), због чега је испаљење пројектила праћено са врло мало дима. С друге стране, опаљења метка с црним барутом стварала се велика количина густог белог дима уочљива и на већим даљинама. На крају, малодимни барути, захваљујући свом хемијском саставу, готово су неосетљиви на влагу. Због својих несумњивих предности, малодимни барути врло брзо су након почетка њихове индустријске производње потпуно потиснули црни барут као потисно пуњење у свим врстама муниције (како код пешачког тако и код артиљеријског наоружања).
Отприлике у исто време уочен је проблем који се јављао код ужлебљеног оружја - тзв. пооловљавање цеви, односно накупљање олова са зрна у жлебовима цеви, које се није могло одстранити уобичајеним чишћењем. Те накупине су постепено смањивале урезивање зрна у жлебове и скраћивале његово окретање око уздужне осе, због чега је постајало нестабилно на својој балистичкој путањи. С временом би цев оружја постала готово потпуно глатка, а самим тиме оружје би постало неупотребљиво (могло је да пуца, али је било крајње непрецизно). Пооловљавање цеви било је изражено већ при употреби црног барута, ас енергетски знатно јачим малодимни барутима врло брзо би постало озбиљан проблем. Другим речима, било је потребно потражити неки нови метал, који би имао позитивна својства оловно - антимона легуре (широко рабљене за стрељачка зрна), а не би се накупљао у жлебовима цеви. Решење је било у стварању тзв. кошуљице зрна - танког бакарног (или од легуре бакра) слоја око оловно-антимоновог зрна. Прву кошуљицу зрна израдио је Швајцарски пуковник Едвард Рубин још 1882, међутим у ширу употребу уведена је 1886. у француским оружаним снагама за пушку Лебел М1886. Од тада је муницију за пешадијско наоружање попримило облик који се мање-више непромењен задржао до данашњих дана у најширој употреби.
Развојем муниције у великој је мери порасла његова поузданост, па отказивања опаљења постају реткост.
Дошло је до врло оштрог и јасног разграничења између муниције за пушке и пиштоље (револвере), понајпре због велике разлике у намени "кратког" и "дугог" оружја, те у складу с тим и различитим тактичко - техничким и балистичким захтевима који су постављани за њихово муницију. Поједини произвођачи оружја (готово једино у САД - у) покушали су крајем 19. века направити одређени компромис конструкцијом револвера и пушке за које би користили исту муницију, водећи се праксом већине Американаца који су насељавали западне територије да готово редовно поседују и пиштољ и пушку. Набавка једне врсте муниције била би једноставнија, а у случају потребе могућност употребе истог муниције из пушке или из пиштоља могла се показати врло корисним за преживљавање у крајње несигурним условима Дивљег Запада. Исто тако, произвођачима оружја посао би био знатно олакшан, јер би велики део алата био компатибилан и употребљив у производњи пушака и пиштоља.
Веома брзо је створен широк асортиман истог муниције за пушку и револвер, као што су.32-20 Винцхестер,.44-40 Вин.,.38-40 Вин.,.45-70 Гов. и други, међутим у пракси се показало да то муницију и није најбоље решење. Пушке које су га употребљавале имале су знатно краћи домет и мању прецизност, те мању пробојност од оне која се тражила за војне потребе, па осим муниције.45-70 гов. ни једно није уведено у службено наоружање било чијих оружаних снага. С друге стране, иако су у то време револвери већ били довољно снажни и технички дотерани да су могли издржати испаљење тако снажног муниције, гађање из њих било је прилично отежано врло снажним трзајем, што је захтевало добру увежбаност и кондицију стрелца. Укратко, та врста муниције уведена је у ограничену комерцијалну употребу (још и дан - данас производе се и употребљавају неки од наведених калибара, обично у лову и неким спортским стрељачким дисциплинама, те код колекционара), међутим од почетка прошлог века превладала је строга подела на пиштољске и пушчано муницију, док ово "универзално" више није развијано. Изузетак је метак.30 Царбине, примарно произведен и рабљен за полуаутоматски карабин М1, а након Другог светског рата почели су се производити великокалибарски пиштољи као што су АМТ АутоМаг 3 и револвери у том калибру.

### Муниција за пиштоље и револвере
Пиштољске и револверске муницију је због димензија оружја у којем се користи и намене (блиска борба на малим удаљеностима) мање и слабије од пушчаног, те другачије конструкције зрна. Наиме, како су пиштољи и револвери само оружја за блиску борбу, најважније својство њиховог муниције мора бити добра зауставна моћ, односно способност привременог онеспособљавања противника, да не би могао угрозити корисника оружја. У пракси то се постиже што већом предајом кинетичке енергије зрна на циљ, при чему, наравно, пројектил мора имати довољно енергије за онеспособљавање живог циља. Премда се пиштољи и револвери рабе за блиску борбу, аеродинамични облик зрна нема веће значење, због чега су најчешће овалног облика, али да би се постигао најбољи зауставни ефекат, честе су и друге конструкције, па је за то муницију развијен велики број зрна различитог облика и калибара. Темељно начело којим су се водили произвођачи муниције било је створити зрно које се при удару у циљ деформише, предајући што је могуће више своје кинетичке енергије циљу да би се постигло привремено онеспособљавање. Наравно, уз саму способност деформације, било је нужно задржати и довољну продорност пројектила да би могао продрети до виталних органа.
Особито велики распон различитих калибара, јачине муниције и облика зрна развијао се за револвере, што су омогућавале конструкционе одлике тог оружја које није нарочито осетљиво на осцилације у барутном пуњењу и облик зрна које се из њега испаљује. Због тога је код револвера могућа чак и конверзија различитих врста муниције, наравно уважавајући основно правило да се у револверу фабрички конструисаном за јаче муницију може користити само слабије (нпр. из револвера калибра.357 Магнум може се без икаквих проблема испаљивати и .38 Специјал, па и пиштољске 9мм Пара — уз употребу одговарајућих адаптера за задржавање у бубњу), међутим употреба муниције .357 Магнум у пиштољу .38 Специјал није препоручљива, ако би се уопште и успело угурати у коморе бубња). Углавном, ретко која врста оружја је произвођена у тако великом броју калибара и за толико различито муницију као што су револвери, а које се кретало од Флобертовог метка с рубним паљењем преко малог муниције .22 Шорт па све до импресивног .454 Цасул. Упркос тому, врло брзо је постао популаран одређени број калибара за које је велики број произвођача оружја почео радити своје револвере. Пример, крајем 19. и почетком 20. века један доста популаран револверски калибар био је данас већ потпуно заборављени, иначе прилично дугачак метак рабљен у великом броју малих ("џепних") револвера. Средином прошлог века револвер постаје једино полицијско и одбрамбено оружје, па је и разноврсност калибара у којима се производио нешто смањена, иако се и данданас производи за „најшароликији” распон муниције од свих врста стрељачког оружја. Осим великог броја револвера који се производе у малим калибрима за муницију с ивичним паљењем (.22 Шорт, .22 ЛР и .22 ВМР), најчешћи револверски калибри данас су .38 Специјал, .357 Магнум, .44 Магнум и. 45 Колт. Иако су револверски калибри сведени на неколико најчешће коришћених, премда је углавном реч о полицијском и одбрамбеном оружју, још увек се наставља експериментисање са разним материјалима и конструкцијама зрна да би се добила што боља зауставна моћ.
У релативно дугом периоду од 1836. до 1893. године, револвери су били једино делотворно ручно ватрено оружје, а тада је конструисан први оперативни полуаутоматски пиштољ Борцхардт Ц-93. Упркос квалитетној конструкцији тај пиштољ није нашао војну примену због великих димензија и неспретности у руковању, па је израђено само око 3000 примерака, а његовој популарности није допринела ни монтажна кундак-футрола, којом се релативно једноставно претварао у својеврсни карабин чиме се у великој мери повећавала прецизност гађања. Но, врло брзо након појаве БОРЦХАРДТ конструисан је изврсни полуаутоматски пиштољ Маусер Ц96 калибра 7,63 × 25мм, који је за разлику од свог претходника постигао изузетан комерцијални успех у релативно кратком периоду након увођења у оперативну употребу. Маусер Ц96 је постао и први полуаутоматски пиштољ у војној употреби, који су масовно користиле обе зараћене стране у Бурском рату. Након тог рата нашао је врло широко тржиште у Русији, где су га масовно куповали официри Царске војске, а показао се и врло квалитетним наоружањем за коњица, јер се футрола једноставно монтирала на њега као кундак. Капацитет магацина износио је 10 метака, а делотворни домет 100 м, што је уз полуаутоматски режим паљбе чинило врло озбиљно оружје које је могло да послужи уместо карабина (те предности су посебно уочили козаци међу којима је Маусер Ц96 постао престижно оружје). Другим речима, с Маусером је започело ново раздобље у развоју ручног ватреног оружја, а полуаутоматски пиштољ почео је полако, али несметано потискивати револвер из војног наоружања.
Основна предност пиштоља пред револвером било је знатно брже и једноставније пуњење, већи резервоар за муницију и знатно већа практична брзина гађања, што му је омогућавало већу ватрене моћ, а осим тога, због конструкцијских особина био је у просеку мало прецизнији од револвера. Сасвим довољно да у војном начину размишљања превагне над револвером, без обзира на неке боље особине револвера (понајпре већа поузданост, мања осетљивост на неквалитетно муницију и једноставније руковање).
С друге стране, управо због својих конструкцијских особина, аутоматика пиштоља била је осетљива на квалитет муниције (мисли се понајприје на уједначеност и квалитет барутног пуњења), те на облик зрна (пиштољи су у прво време врло ретко могли користити муницију са различитим облицима зрна, а да при томе не дође до застоја). Тако се муниција за пиштоље већ на први поглед разликовала од револверске (пре свега пиштољској муницији није био потребан руб на дну чауре, да не би "пропало" кроз комору бубња, већ жлеб за који се заквачио избацивач чаура приликом аутоматског рада), а осим ограничења у облику и конструкцији зрна (пиштољи су најчешће користили овална зрна са пуном металном кошуљицом) морало се водити рачуна о уједначеном барутном пуњењу. Због тих ограничења развој пиштољског муниције никада није достигао толику разноврсност по калибрима и облику зрна као револверског, иако су и они произведени у прилично великом броју од којих је већина и данас у употреби. С друге стране, количински је ово муницију произвођено у големим количинама (знатно већим него револверска), нарочито пошто су се појавиле кратке машинке и почеле користити у оружаним снагама. Управо су кратке машинке (знатно више него пиштољи) заслужне за развој пиштољског муниције и његово задржавање у војним арсеналима до данашњих дана.
Најчешће половно пиштољска муниција данас је.380 АЦП, 9мм Пара / Лугер,.40 С & В,.357 СИГ, .45 АЦП / Ауто, 10мм Ауто. Међу овим муницијом постоји врло јасна разлика између цивилног (комерцијалног) и војног, при чему се мање снажно муницију углавном сматра комерцијалним и за цивилне одбрамбене потребе. У то се понајпре убраја метак.
Међу западноевропским земљама проширио се немачки метак 9 × 19мм Пара (беллум) / Лугер који је још пре Другог светског рата постао службени војни метак великог броја европских земаља, па је и дан данас службено пиштољска муниција оружаних снага земаља НАТО-а и једно од највише коришћених комерцијалних муниције у свету. У 20. светском рату произведен је у големим количинама, јер су га у својим кратким стројницама користиле све зараћене стране, осим Француске, САД и Совјетског Савеза. Своједобно је готово једнако тако био заступљен и амерички војни метак .45 АЦП (11,43 × 23мм), због своје снажне зауставне моћи рабљен је и за војно и за полицијско оружје, међутим данас га у оружаним снагама САД све више потискује 9мм Пара. Занимљиво је да метак 10мм Ауто, упркос знатно бољим балистичким особинама и знатно већој зауставној моћи од 9мм Пара, никада није уведен у војну употребу, што пре свега много показује о конзервативизму војних кругова и приличној инертности војно-индустријских комплекса (метак 9мм Пара конструисан је 1908. и масовно је рабљен у оба светска рата, док је 10мм Ауто стар "само" 17 година - створен је за пиштољ Брен Тен произвођача Дорнаус & Дикон).

### Муниција за пушке
За разлику од пиштољског и револверског муниције, које је произвођено за различите намене у бројним калибрима и облицима, пред војно пушчано стрељиво већ на самом почетку постављени су јасни захтеви, омогућени тадашњим технолошким развојем, а већина је сведена на знатно већу пробојност и знатно већи домет од револверског и пиштољског муниције. Крајем 19. века стандард за пушчано муницију у већини европских војски је могућност обарања коњаника на удаљености најмање 1000 м (у то време основни облик гађања још увек је била плотунска паљба на масовне циљеве). Да би добили боље балистичке одлике, пушчана зрна постају шиљаста, а у појединим случајевима добијају и задњи конус, чиме су смањене ваздушне турбуленције на балистичкој путањи те тиме побољшан домет и прецизност.
Већина европских оружаних снага преузима шиљати облик пушчаног зрна са пуном металном кошуљицом крајем 19. века (осим Аустроугарске која задржава овални врх зрна до краја Првог светског рата, иако је увела и нови метак са шиљастим зрном, те Италије која је задржала овално зрно до краја II. светског рата), што је постао стандард који се задржао до данашњих дана. С друге стране, свака индустријски развијенија држава производила је властито пешадијско наоружање у властитом калибру усвојеном на националном нивоу, што није био само израз националног поноса, већ и препознатљива одлика њихових оружаних снага, па чак и када су производили оружје по страној лиценци (на пример стандардно оружје немачких оружаних снага била је изванредна пушка Маусер К98 у калибру 7,92 × 57мм; у Шпанији верзија исте Маусер пушке у калибру 7 × 57мм; у Шведској верзија те пушке у калибру 6,5 × 55мм; у Турској верзија у калибру 7, 65 × 53мм итд). Када је започела оперативна употреба стројница, оне су конструисане тако да рабе национално пушчано муницију, што је у великој мери олакшавало снабдевању трупа и измењивост муниције у случају потребе. С друге стране, масовна производња пушчаног стрељива које се сада, осим за пушке као основно наоружање војника, користило и за машинке као највеће потрошаче муниције, додатно је учврстила "националну компоненту" усвојеног и стандардизованог пушчаног калибра, што остаје непромењено готово до завршетка Другог светског рата. Другим речима, већина земаља учесница Другог светског рата ушла је у рат са пушчаним мецима усвојеним у наоружање још крајем 19. или почетком 20 века.

### Развој нових калибара
Упркос томе што је већ почетком 20 века у већини развијених земаља устаљен број стандардизованих калибара (како пиштољских и револверских тако и пушчаних), у наоружању њихових оружаних снага, експериментисање на даљем развоју муниције да би се добиле најбоље балистичке одлике уз оптималну убојитост или зауставну моћ, није престало. То је довело до изузетно великог броја различитих калибара и врста метака, чему је додатно погодовала популарност и раширеност лова (особито лова на тропску дивљач) на почетку 20 века. Управо је ловачко оружје додатно допринело стварању великог броја различитог муниције, што није завршено ни до данашњих дана, иако је већ у великом броју примера одавно изгубило сврху (боље речено, постало је сврха самом себи). Екстремни је примерак оружје и муницију у калибру.700 Нитро Екпрес.